# Тре Кул
Френк Едвин Рајт III (енгл. Frank Edwin Wright III; Франкфурт, 9. децембар 1972) познатији под уметничким именом Тре Кул (енгл. Tré Cool), немачко-амерички је музичар, певач и текстописац, најпознатији као бубњар бенда Грин деј.